# Jörg Abderhalden
Jörg Abderhalden (28 augustus 1979) is een Zwitserse schwinger. Hij is afkomstig uit de Toggenburg in het noordoosten van Zwitserland.
Jörg Abderhalden wordt beschouwd als een van de beste schwingers aller tijden, dit als gevolg van de meervoudige winst van de belangrijkste wedstrijd, het Eidgenössischer Schwing- und Älplerfest in 1998, 2004 en 2007. Hij is de tweede schwinger in de historie van dit evenement, die dit toernooi drie keer weet te winnen. De andere is Rudolf Hunsperger.
Een andere belangrijke winst was het Unspunnenfest in 1999. Daarnaast heeft hij vele kantonnale en andere Schwingerfesten (Schwinget) gewonnen in zijn carrière.
Abderhalden werd begin 2008 door het Zwitserse publiek tot Zwitser van het Jaar 2007 gekozen.